# Monarquía Cristiana (1919-1923)
Monarquía Cristiana fue un periódico quincenal publicado en la ciudad española de Badalona entre 1919 y 1922 y brevemente en 1923.

## Historia
El título hacía referencia a la obra de Juan Vázquez de Mella «La Monarquía Cristiana y Carlos VII» (1895). Tenía por subtítulo «periòdic quincenal tradicionalista».
Salió el 12 de abril de 1919 con cuatro páginas a tres columnas, de formato 376 x 262 mm, impresas en la casa Marcó de Badalona. A partir del número 55, el formato pasó a 261 x 166 mm, con ocho páginas a tres columnas, impresas en la casa Balmes, Marqués de Montroig, 23.
Inspirado por el canónigo José Montagut, tenía por director a Ildefonso Cebriano. Estaba adherido al Partido Católico Tradicionalista liderado por Juan Vázquez de Mella y era el órgano del Círculo Tradicionalista «El Loredán», ubicado también en Badalona, de cuyas actividades daba fiel información. Este periódico, publicado en castellano y catalán, rivalizó con El Crit d'Espanya, semanario jaimista editado en la misma ciudad.
Su Redacción, situada en la calle Latrilla 9, organizó la Asamblea Tradicionalista de Badalona celebrada el domingo 9 de mayo de 1920.
La parte literaria estaba casi toda en catalán. Se publicaban artículos de Miguel Xicart, Juan Plana, José Figueras , J. Fuentes, Martín de Tera, Domingo Juncadella, etc. Otro de sus colaboradores fue José María Parés Esteban.
Monarquía Cristiana publicaba números extraordinarios dedicados a Vázquez de Mella, a la fiesta de Santiago Apóstol, a los mártires de la Tradición, etc. y siguió publicándose hasta finales de 1921. El periódico se entregaba gratuitamente a todos los párrocos de la comarca del Vallés.
Los jaimistas se hicieron de nuevo con la dirección del círculo «El Loredán» y Monarquía Cristiana dejó de publicarse a principios de 1922. Tras un intento frustrado de reactivar el semanario en 1923, Ildefonso Cebriano y José Montagut pasaron a dirigir en 1924 Acción Monárquica, portavoz local de la Unión Patriótica de Primo de Rivera.
Tras su breve regreso en 1923, el periódico nacionalista vallesano Gent d'ara acusó en un artículo a Monarquía Cristiana de haber sido fundada por un «Doctor rojo» (probablemente en alusión al Dr. Montagut), el cual dirigía y orientaba el círculo «El Loredán», que tenía la obsesión de atacar el nacionalismo y que apoyaba siempre al diputado radical Francisco Torras Villá, hasta que —según este artículo— la Junta General del círculo se rebeló por no querer colaborar con los lerrouxistas y se puso de lado de la Conjunció Badalonina, candidatura del entorno de la Lliga.